# Saison cyclonique 1911 dans l'océan Atlantique nord
La Saison cyclonique 1911 dans l'océan Atlantique nord était relativement calme, avec seulement six cyclones tropicaux se formant dans l'Océan Atlantique de l'été à l'automne. De plus, trois dépressions, dont une qui a commencé la saison en février et une qui l'a terminé en décembre, sont suspectées d'être tropicales sans avoir de confirmation directe. Trois tempêtes tropicales sont devenues des ouragans, dont deux qui ont atteint le statut d'ouragans de Catégorie 2 sur l'échelle Saffir-Simpson d'ouragans. Les informations sur les cyclones proviennent principalement de la base de données des ouragans de l'Océan Atlantique du National Hurricane Center américain, qui a entrepris une grande réanalyse en 2005 des données enregistrées entre 1911 et 1914.
La plupart des cyclones ont directement touché les côtes. Un ouragan se déplaçant vers l'est à ;a fin août a ainsi tué 17 personnes, et sévèrement endommagé Charleston (Caroline du Sud) ainsi que la zone environnante. Plusieurs semaines auparavant, la ville de Pensacola (Floride) a connu une tempête dans le Golfe du Mexique, produisant des vents d'une vitesse de 130km/h sur la côte. La quatrième tempête de la saison toucha la côte du Nicaragua, tuant 10 personnes et causant d'importants dégâts.

## Chronologie
La base de données des ouragans de l'Atlantique (HURDAT) reconnaît officiellement six cyclones tropicaux durant la saison 1911. Le premier système à atteindre le seuil de tempête tropicale s'est développée le 4 août et le dernier s'est dissipé le octobre 31. Seulement trois ont atteint le statut d'ouragan, avec des vents de 121 km/h ou plus. Le troisième ouragan de la saison fut le plus intense, avec une pression atmosphérique centrale minimale de 972 hPa. Une semaine après sa dissipation, un autre ouragan avec des vents égaux s'est développé mais sa pression centrale reste inconnue.
Au début du XXe siècle, l'observation et la prévision étaient très rudimentaires. La base de données de ces années-là est parfois jugée incomplète ou incorrecte et de nouvelles tempêtes sont continuellement ajoutés dans le cadre d'une réanalyse météorologique régulière. La période de 1911 à 1914 a été réanalysé en 2005 et 2 cyclones tropicaux auparavant inconnus ont été identifiés par une recherche exhaustive, y compris des cartes historiques et des rapports météorologiques de navires. Les informations sur les tempêtes connues a donc été modifiée et corrigée. Pour l'année 1911, il existe des rapports à propos de trois dépressions supplémentaires possiblement tropicales mais il n'a pas été possible de le confirmer définitivement.
Les différentes tempêtes sont simplement identifiées par un nombre dans l'ordre chronologique, l'habitude de donner un nom à ce type de système dans l'océan Atlantique n'est apparue que beaucoup plus tard.